# Докучаевский
Докучаевский — посёлок в Таловском районе Воронежской области России.
Входит в состав Вознесенского сельского поселения.

## География
В посёлке имеются две улицы — Докучаевская и Молодежная.

## Население
| 2010 |
| ---- |
| 342  |

## Инфраструкутура
- Докучаевская средняя образовательная школа находится в посёлке ВОзнесенском.[2]
- Работает ООО «АГРОПАРК».